# زمین‌لرزه ۲۰۰۸ رینو
زمین‌لرزه‌های رینو در تاریخ ۲۱ فوریه ۲۰۰۸ میلادی، برابر با ‎۲ اسفند ۱۳۸۶، ساعت ۱۴:۱۶:۰۲٫۷ به زمان یوتی‌سی در نوادا، منطقه رینو، نوادا رخ داد.ژرفای این زلزله ۶٫۷ کیلومتر بود. بزرگی آن ۵٫۷ در مقیاس mb بدست آمده‌است.
پروژهٔ «تنسور گشتاور مرکزوار» پارامتر زمان مرکزوار زمین‌لرزه را با اختلاف ۷٫۳ ثانیه نسبت به زمان مرجع بالا و مختصات مرکزوار را در ۴۱°۱۰′شمالی ۱۱۴°۵۱′غربی / ۴۱٫۱۶°شمالی ۱۱۴٫۸۵°غربی محاسبه کرده، همچنین، ژرفا در ۱۳٫۵ کیلومتر بدست آمده‌است. در این محاسبات زاویه‌های (راستا، شیب، ریک) گسل سازندهٔ زمین‌لرزه و صفحه عمود بر آن برابر با (°۳۰، °۴۰، ° -۸۶) یا (°۲۰۵، °۵۱، ° -۹۳) حاصل شده‌است.